# Jits Bakker

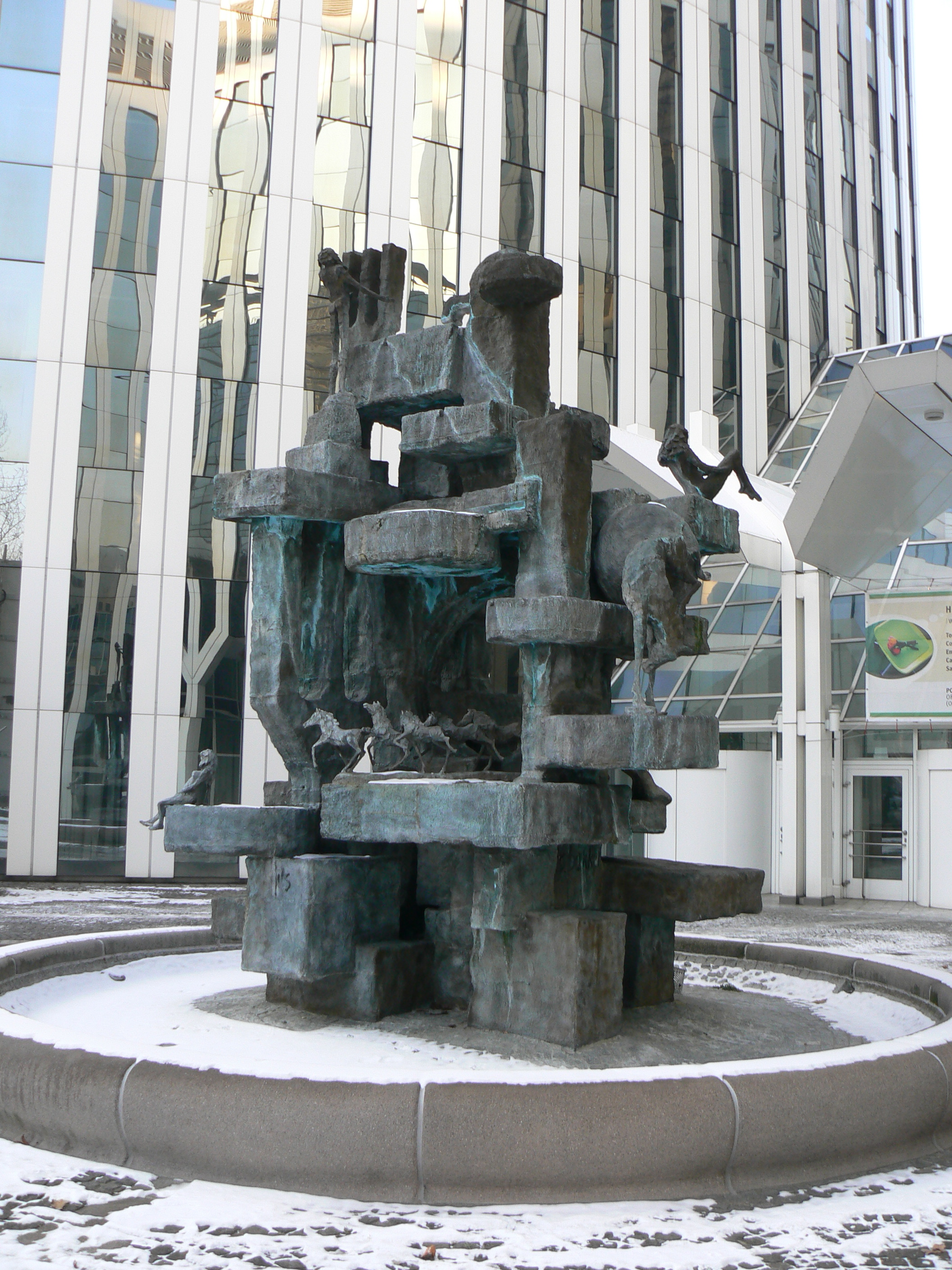
Poseidon-Brunnen (1986), Theodor-Heuss-Allee in Frankfurt-Bockenheim

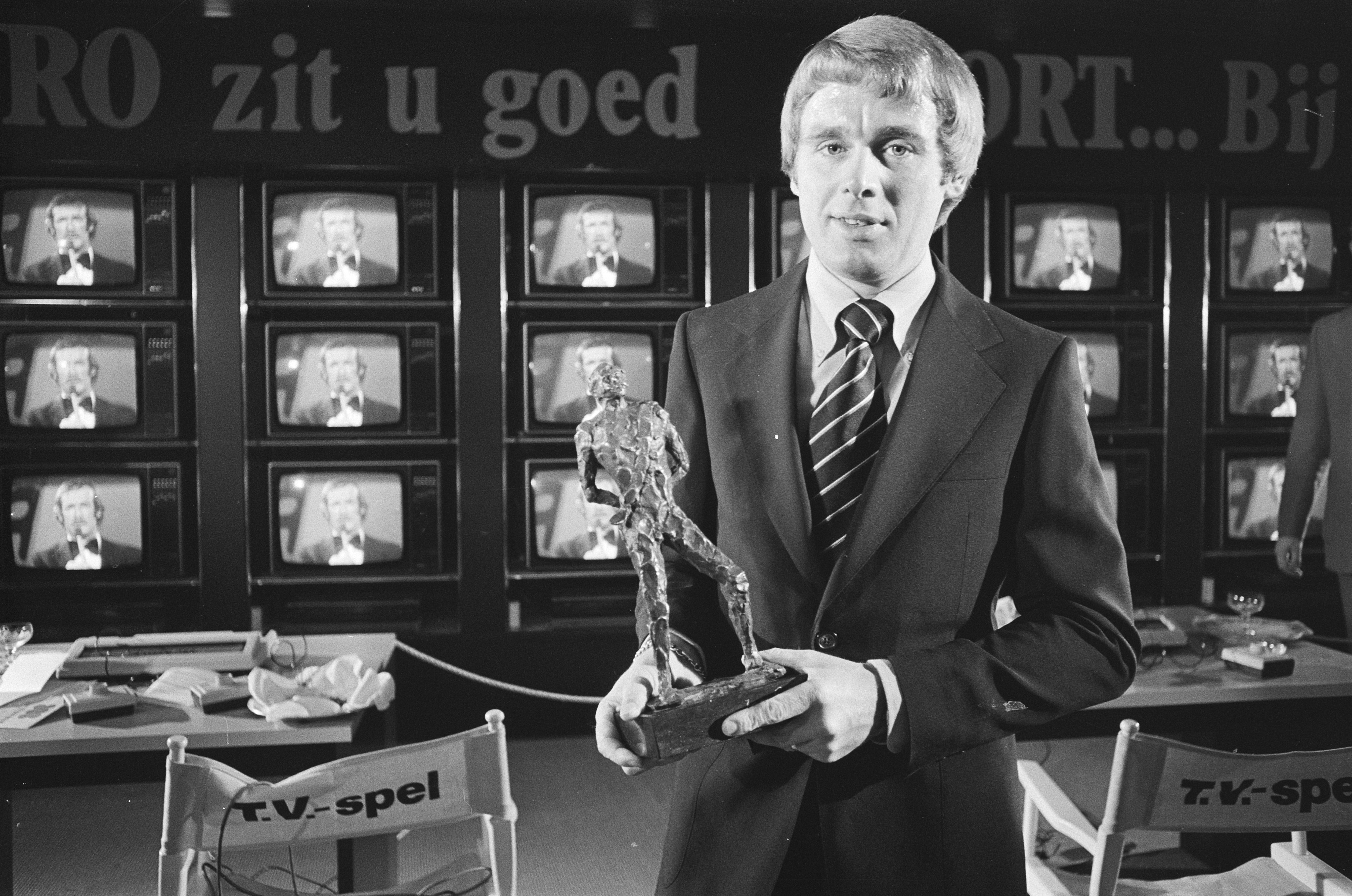
Jaap Edentrofee in de handen van Hennie Kuiper

Willem Frederik (Jits) Bakker (Renkum, 6 juli 1937 – Wageningen, 5 juni 2014) was een Nederlands beeldend kunstenaar, beeldhouwer, schilder, aquarellist, tekenaar, glaskunstenaar, zilversmid, keramist en graficus.

## Ontwikkeling
Bakkers jeugd in Renkum werd overschaduwd door de Tweede Wereldoorlog. Zijn vader werd wegens verzetsdaden geëxecuteerd in Kamp Vught. Nadat in september 1944 de Slag om Arnhem had plaats gevonden, werd Bakker naar Friesland geëvacueerd.
Na de oorlog leefde het gezin Bakker in behoeftige omstandigheden, daarom werd de jeugdige Bakker voor een jaar in Zweden ondergebracht. Van 1950 tot 1953 volgde hij drie jaar onderricht op de ambachtsschool waar hij het diploma decoratieschilder behaalde. Hij werkte als vloerstoffeerder en behangontwerper en studeerde in de avonduren aan de Kunstacademie Arnhem. In 1955 voer hij voor een jaar als matroos op de binnenvaart. Daarna werkte hij bij een reclamebureau in Arnhem en vervulde hij zijn dienstplicht als matroos bij de Koninklijke Marine.
In 1959 studeerde Bakker af aan de Grafische School in Utrecht en had hij zijn eerste tentoonstelling van aquarellen en portretten in Renkum en in De Reehorst in Ede. In 1962 werkte hij als grafisch vormgever bij ingenieursbureau Grontmij NV. Vanaf 1969 richtte hij zich volledig op het kunstenaarschap. Hij vestigde zich in zijn atelier "de kooi" met beeldentuin in De Bilt en in het Zuid-Spaanse Andalusië, nabij Málaga. Ook had hij sinds 1972 een atelier in de Belgische Ardennen.
Bakker trouwde tweemaal en kreeg vier kinderen.

## Erkenning
Jits Bakker werkte ruim 50 jaar als zelfstandig en veelzijdig kunstenaar. Beeldhouwen in brons en marmer was zijn grote passie, maar hij was ook actief als schilder, glaskunstenaar, graficus en sieradenmaker. Opdrachten in binnen- en buitenland hebben ervoor gezorgd dat hij internationaal faam verwierf met zijn kunst. Expressieve beweging en uitbundigheid zijn kenmerkend voor zijn werk, maar hij maakte ook ‘stille’ en intieme beelden. De mens vormt het belangrijkste onderwerp van Jits Bakker. Inspiratiebronnen waren onder meer de klassieke mythologie, muziek, dans en sport.
Jits Bakker werd benoemd tot ereburger van de Finse stad Turku (2008) en ook tot ereburger van de gemeente Renkum (2014). Ook werd hij ereburger van de Zuid-Portugese stad Loulé (2006). Diverse wereldleiders en prominenten bezitten werken van Jits Bakker, waaronder het Britse en Nederlandse koningshuis. Een filmportret over Jits Bakker ''Bronze Alive'' door filmregisseur Tom Manders jr. werd in 1978 bekroond met de De Golden Image Award in New York. In 1995 won hij de Movado Museum Prijs.
In december 2014 ontving Jits Bakker postuum de "Sport and Art Award" van het IOC, voor het verspreiden van de Olympische waarden en zijn betekenis voor de sport.

## Exposities en werken
Vanaf 1959 exposeerde Bakker in Nederland en in het buitenland, onder andere in Portugal (Algarve en Lissabon), op Malta en in Spanje (Andalusië en Barcelona) en in de steden Los Angeles, Atlanta, Johannesburg, Mexico-Stad en Parijs. Museale en particuliere collecties in onder andere de Verenigde Staten, Mexico, Engeland, Duitsland, Zuid-Afrika, Finland, Spanje, Portugal, Frankrijk en België bezitten werk van hem.
Bakker maakte de Jaap Edentrofee (1972), de sculptuur van de internationale Hockey Champions Trophy, het beeld De Junior - voor het sporttalent van het jaar - en het beeldje dat bestemd is voor de winnaars van de Tom Sebastiaan Gans Prijs. Ook ontwierp hij de sculptuur Dirigent, een prijs van de Nederlandse Vereniging van Commissarissen en Directeuren.
Op het landgoed Beerschoten in De Bilt staan sinds 1999 ruim 30 van zijn monumentale beelden in de open lucht, die hij in 2009 schonk aan de provincie Utrecht. Dit Beeldenpark Jits Bakker is dagelijks vrij toegankelijk van zonsopgang tot zonsondergang.

### Beelden in de openbare ruimte (selectie)

#### Nederland
- Arnhem, Airborne Museum: The Parachutist, The Guardian
- Assen: Pauze (1982)
- De Bilt: Twee kinderen op een fiets (1972, ook Fietsspel genoemd), Krachtmeting, Europa en de Stier (1998)
- Bunnik: Spelende kinderen (1982)
- Bussum: Waterbak (1993), Julianaplein, Dansers (2005), Dr. Abraham Kuyperlaan
- Driebergen-Rijsenburg: Herinneringen (1983)
- Doorwerth: Leda & the swan
- Eindhoven: Satépen
- Kampen: De Kamper Koe, Oudestraat, naast het oude raadhuis (1980, brons)
- Kerkrade: Spelende kinderen (1977), Nar (1977), Steltloper (1987)
- Leeuwarden: De Karnster (1979), Nieuwstad achter de Waag
- Noordwijk - Surfer (1983), Bronckhorststraat (Noordwijk-Binnen) op schoolplein
- Oosterbeek: Paratrooper, We'll meet again (6 sept. 2011) (tijdelijke plaatsing)[4][5]
- Schijndel: De Fietsstart (1985)
- Utrecht: Communicatiecirkel (2000) Provinciehuis, Pythagoraslaan
- Veenendaal: De wolkammer (1980), Zwaluwnest (1990)
- Vlaardingen: Krachtmeting (1974), Turnster (1975)
- Wageningen: Fly away, Love and Peace (2013)
- Zeist: Brandweerman (1980), Piramide D'amour (2007)

#### Buiten Nederland
- Frankfurt am Main: Poseidon-Brunnen
- Benahavís: Monte Mayor toro
- Loulé: Sun Dancers, The Cyclist, Crucifix & Maria Magdalena
- Quarteira: The SunFishers
- Turku: Europe
- Florida: Bolero
- Atlanta: Para olympic Player
- Londen: Pegasus
- München: Pallas Athena
- Andalusië: Felices

## Fotogalerij

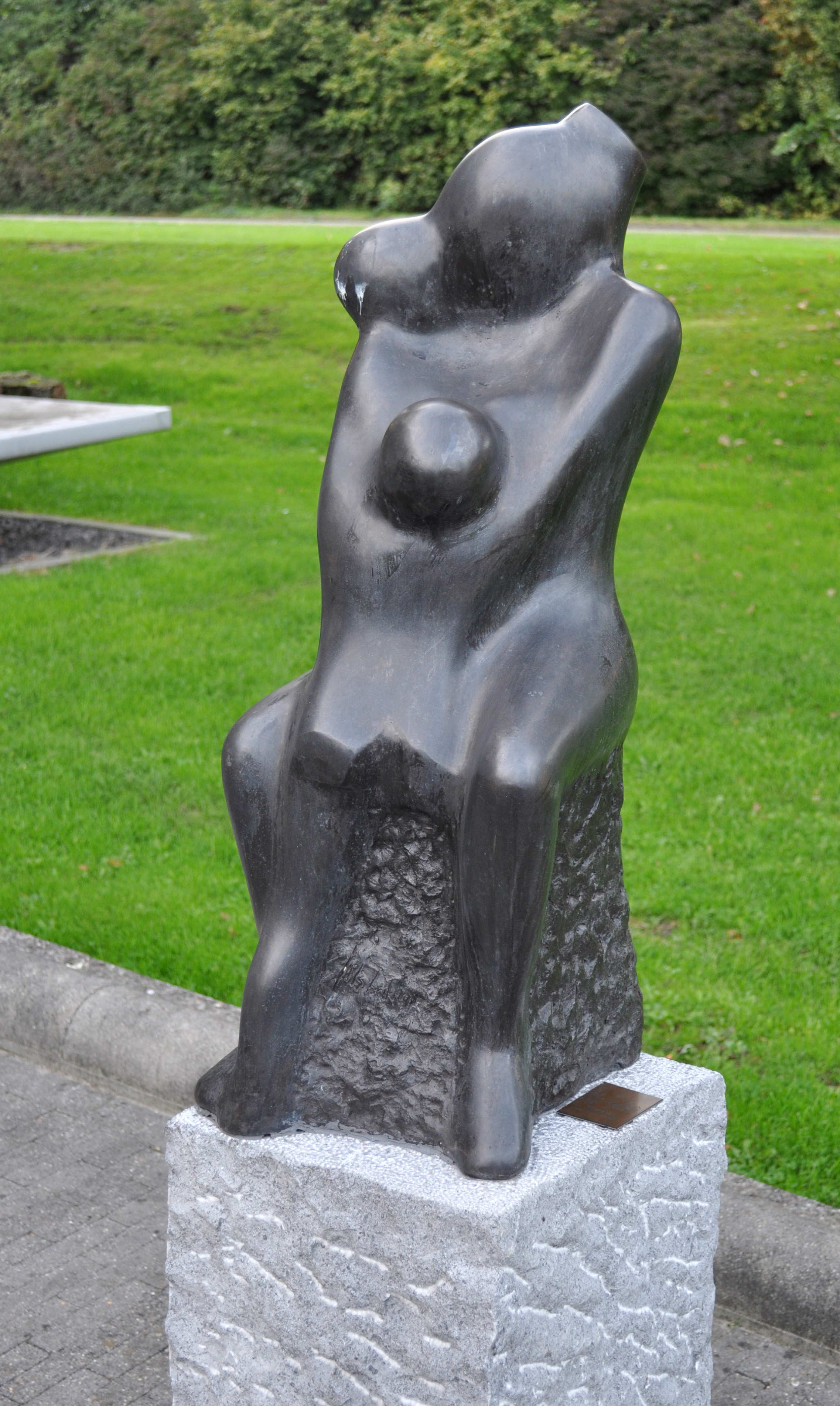
Peuters (1999), Utrecht
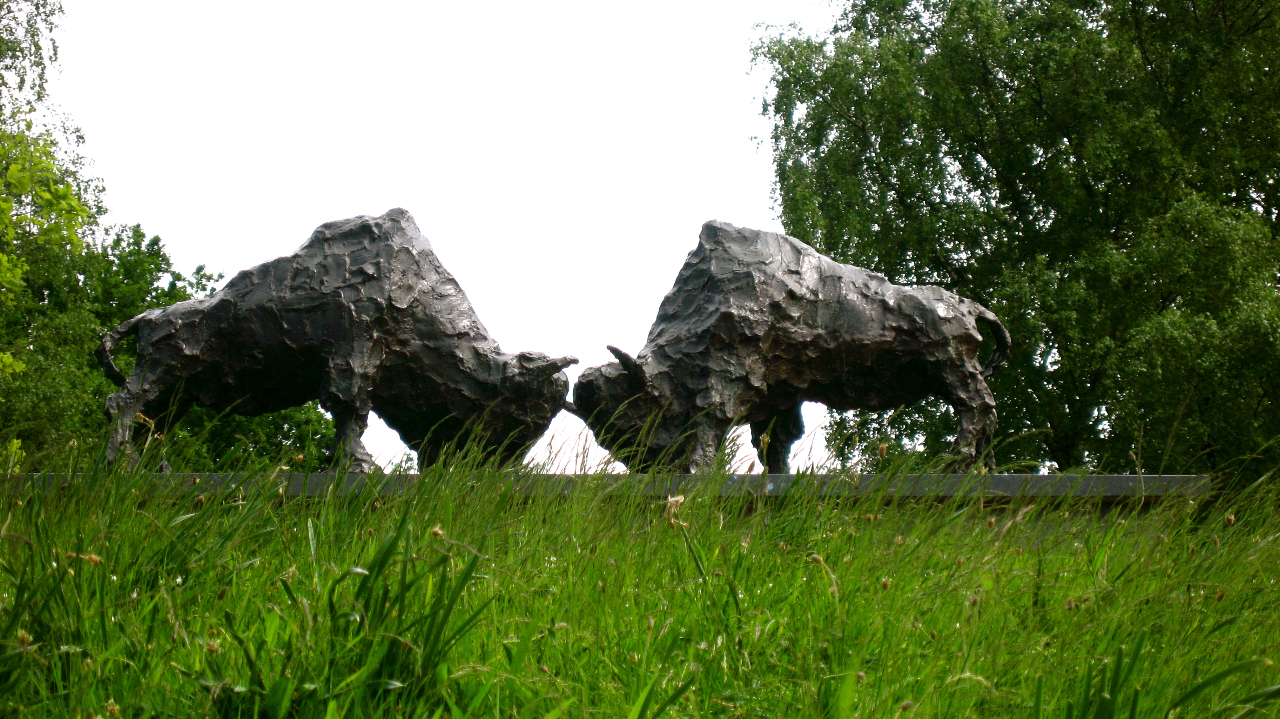
Krachtmeting (1974), Ede
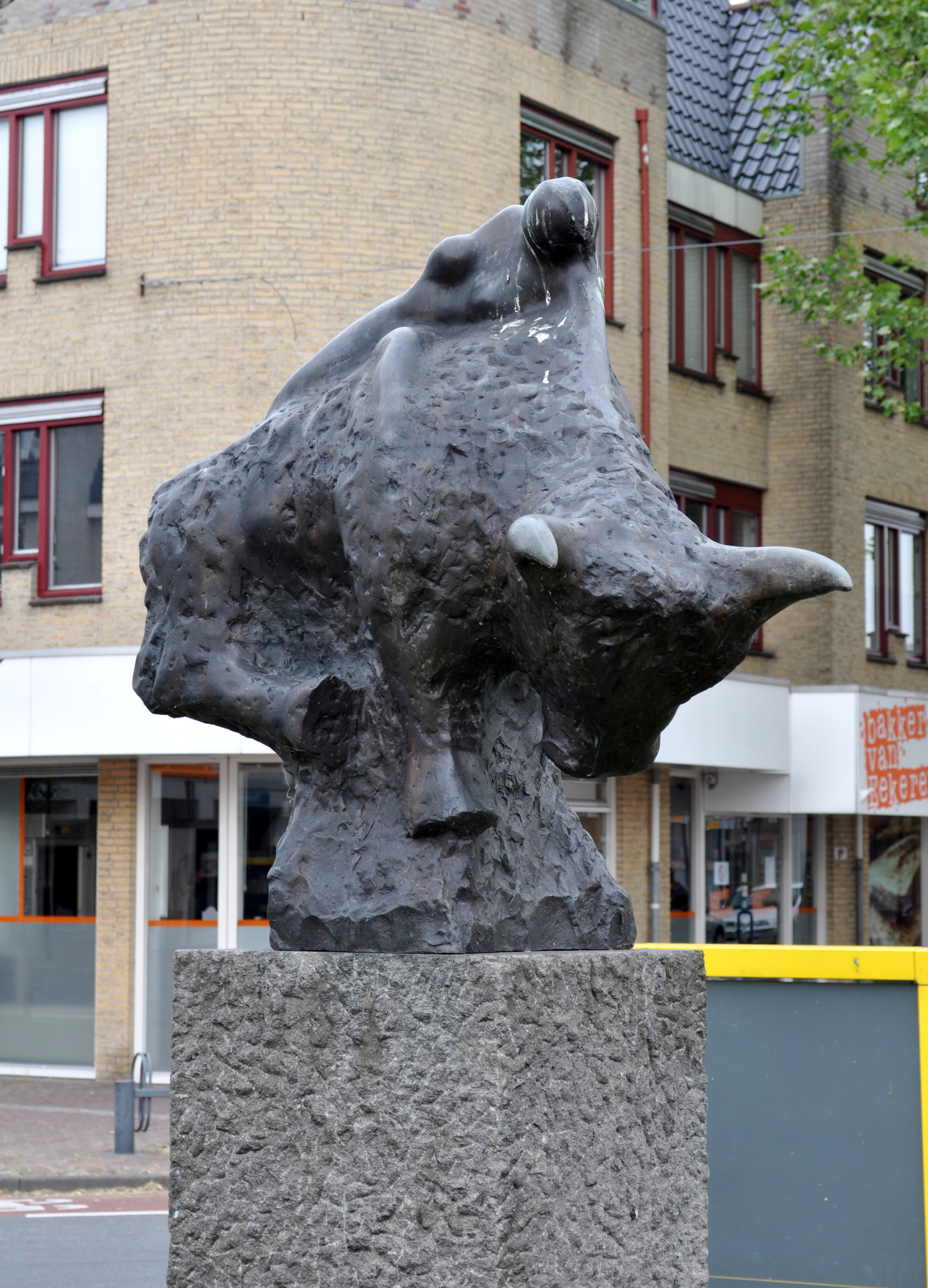
Europa en de Stier (1998), De Bilt
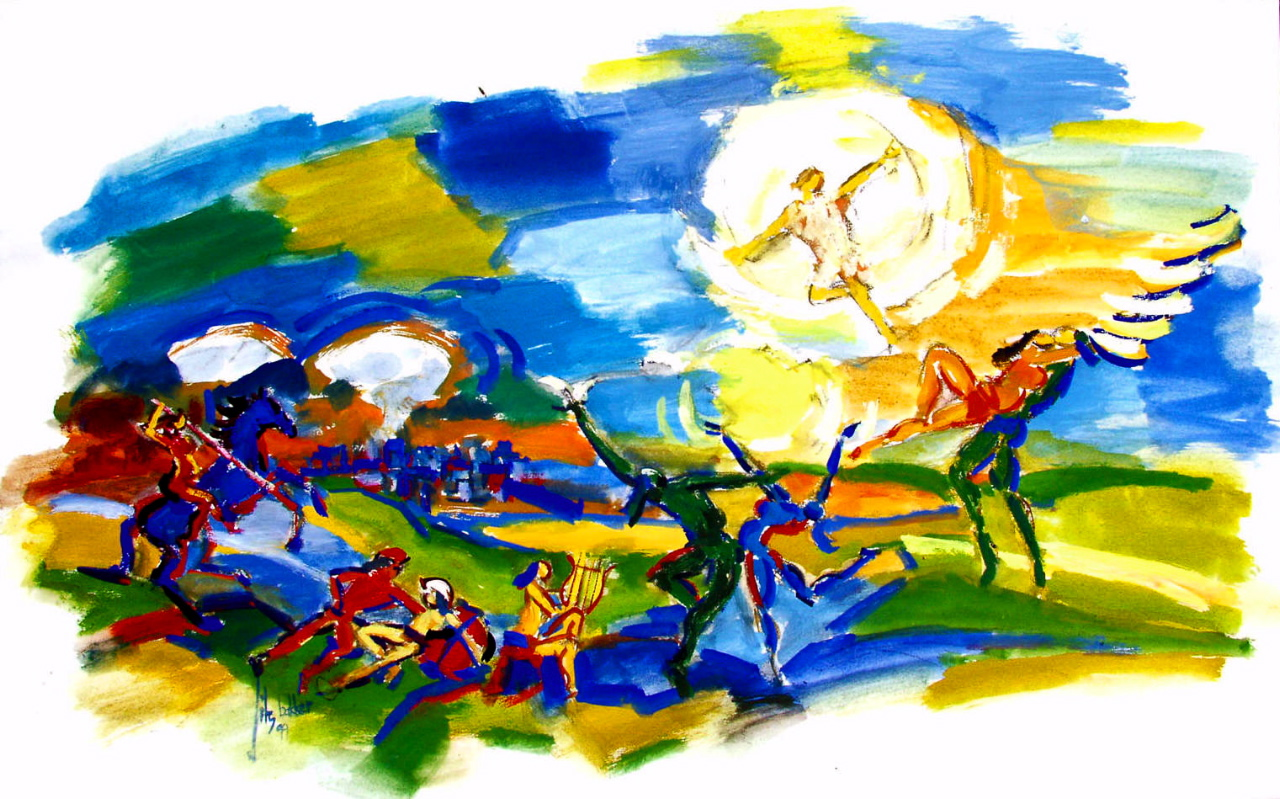
Millennium fresco The return of Christ (1999), hoofdgebouw van de Universiteit Utrecht.
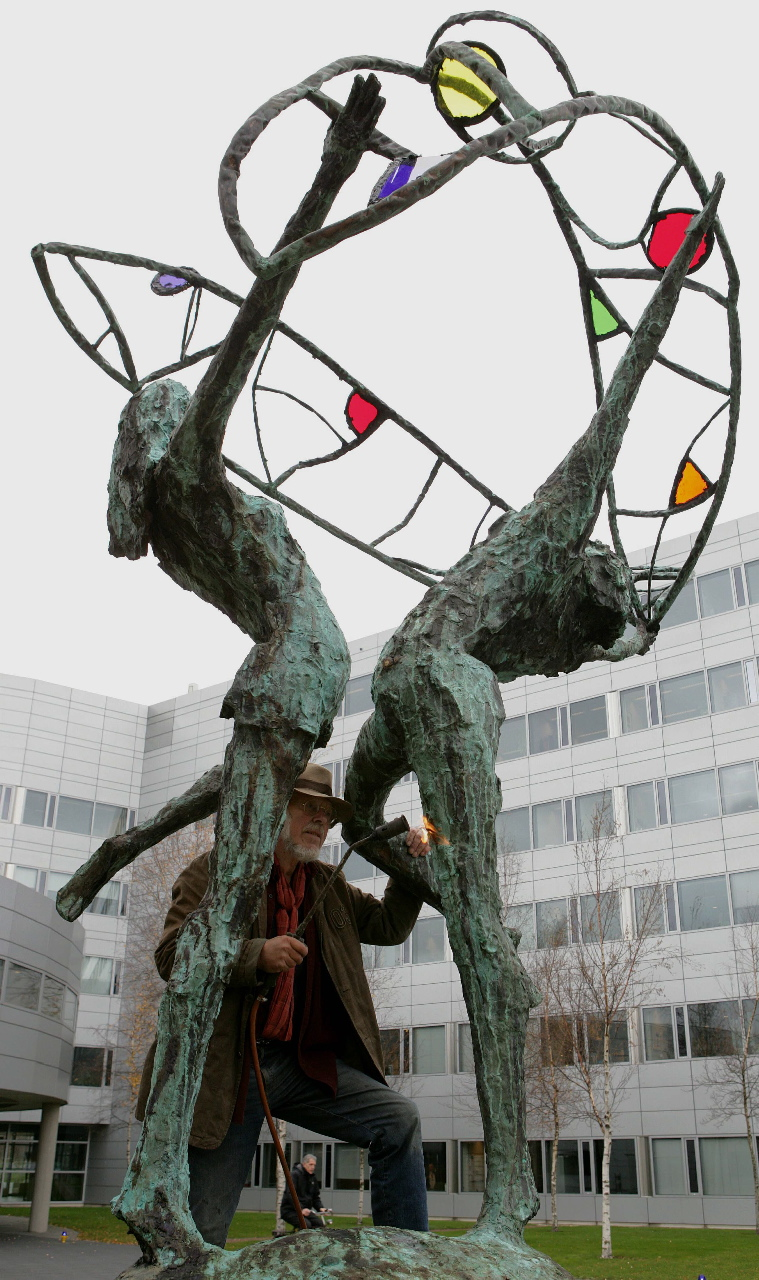
Sun in the Wings (2008), Amsterdam Schiphol Airport
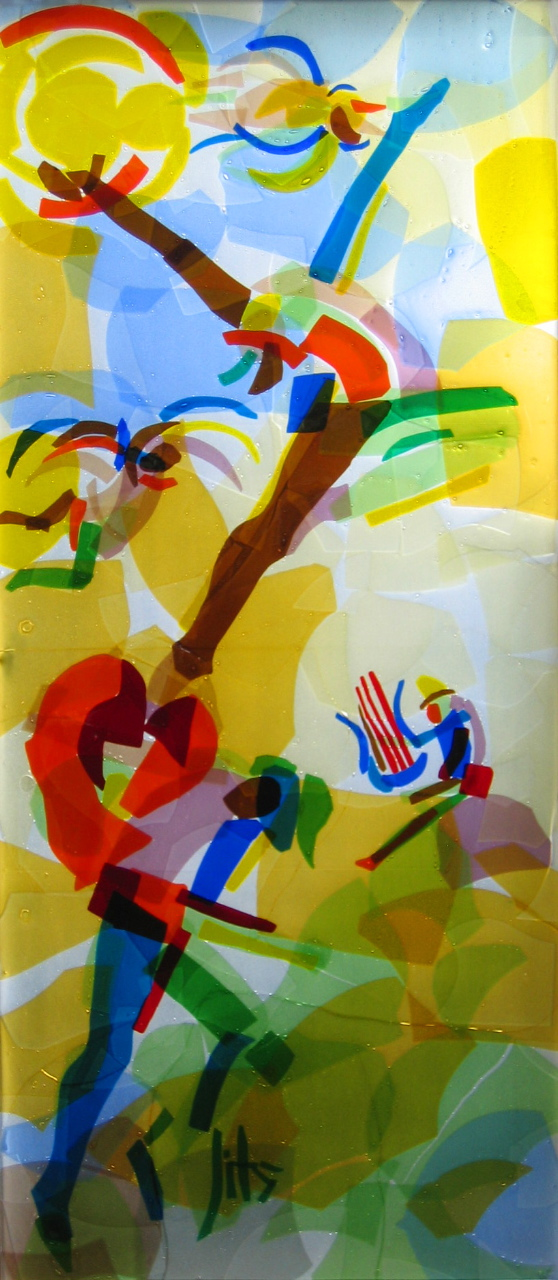
Glasmozaïek The power of the heart, Sint Antonius hospitaal Nieuwegein
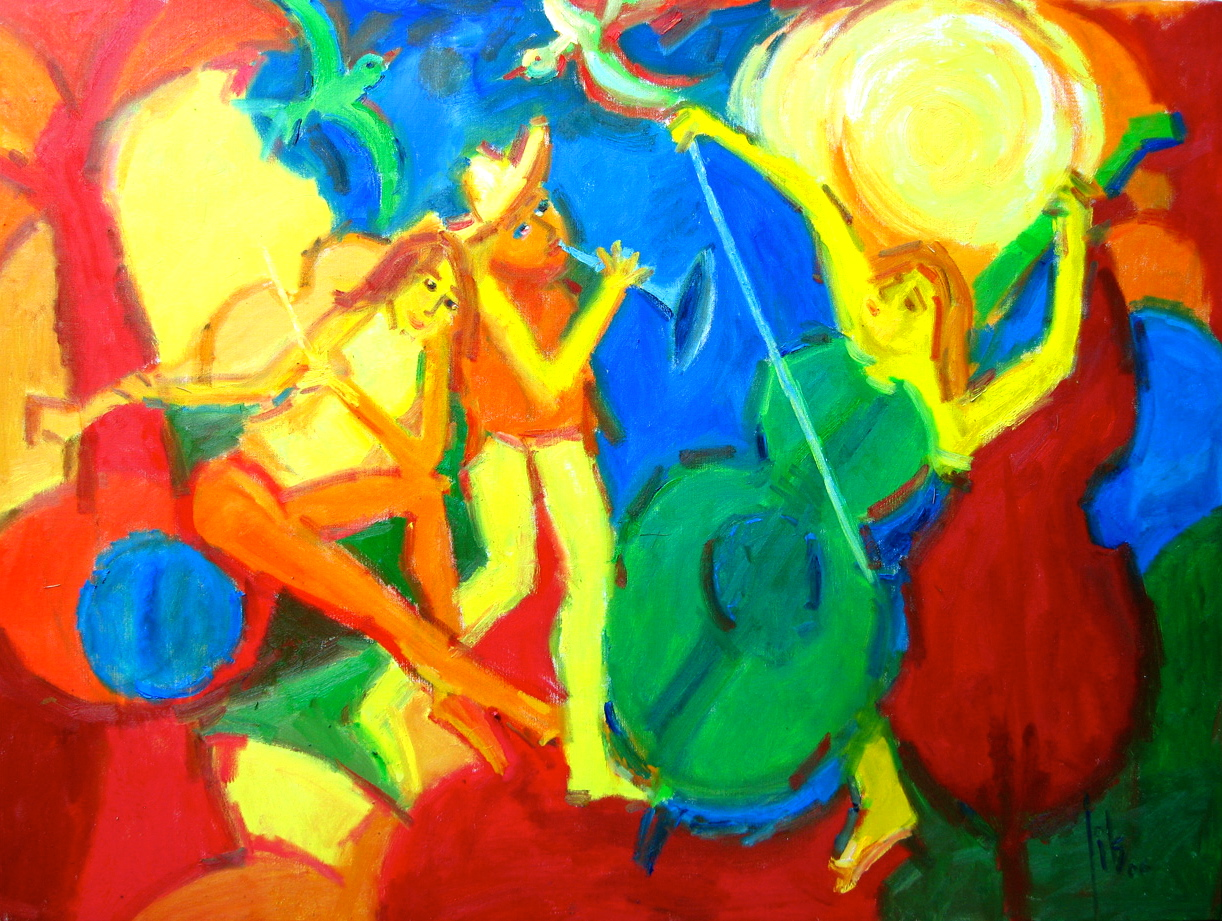
Schilderij The Musicians
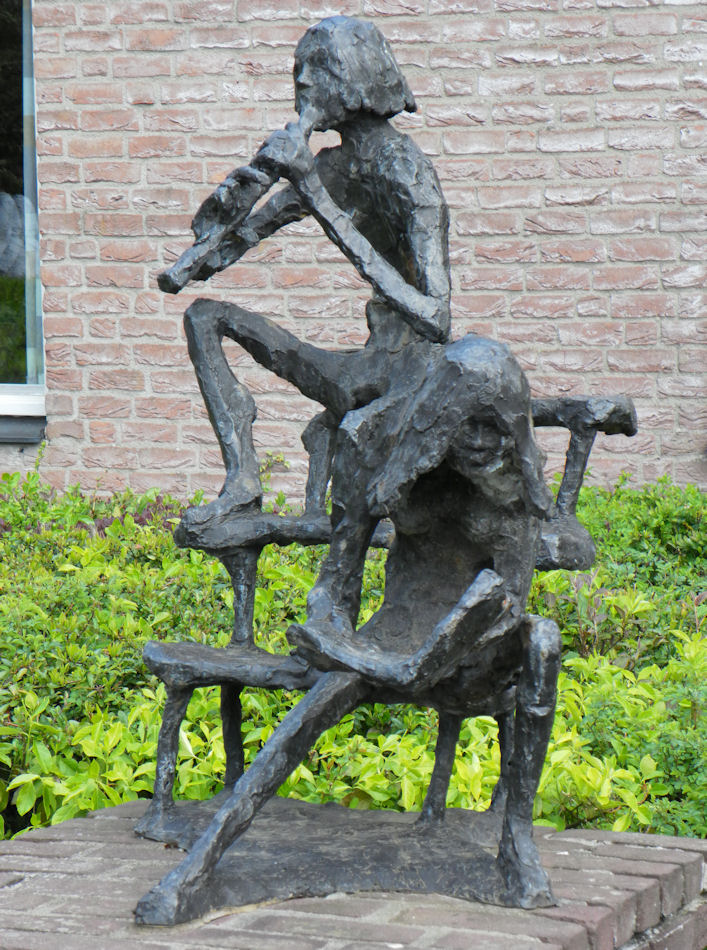
Pauze (1982), Provinciale Bibliotheekcentrale in Assen
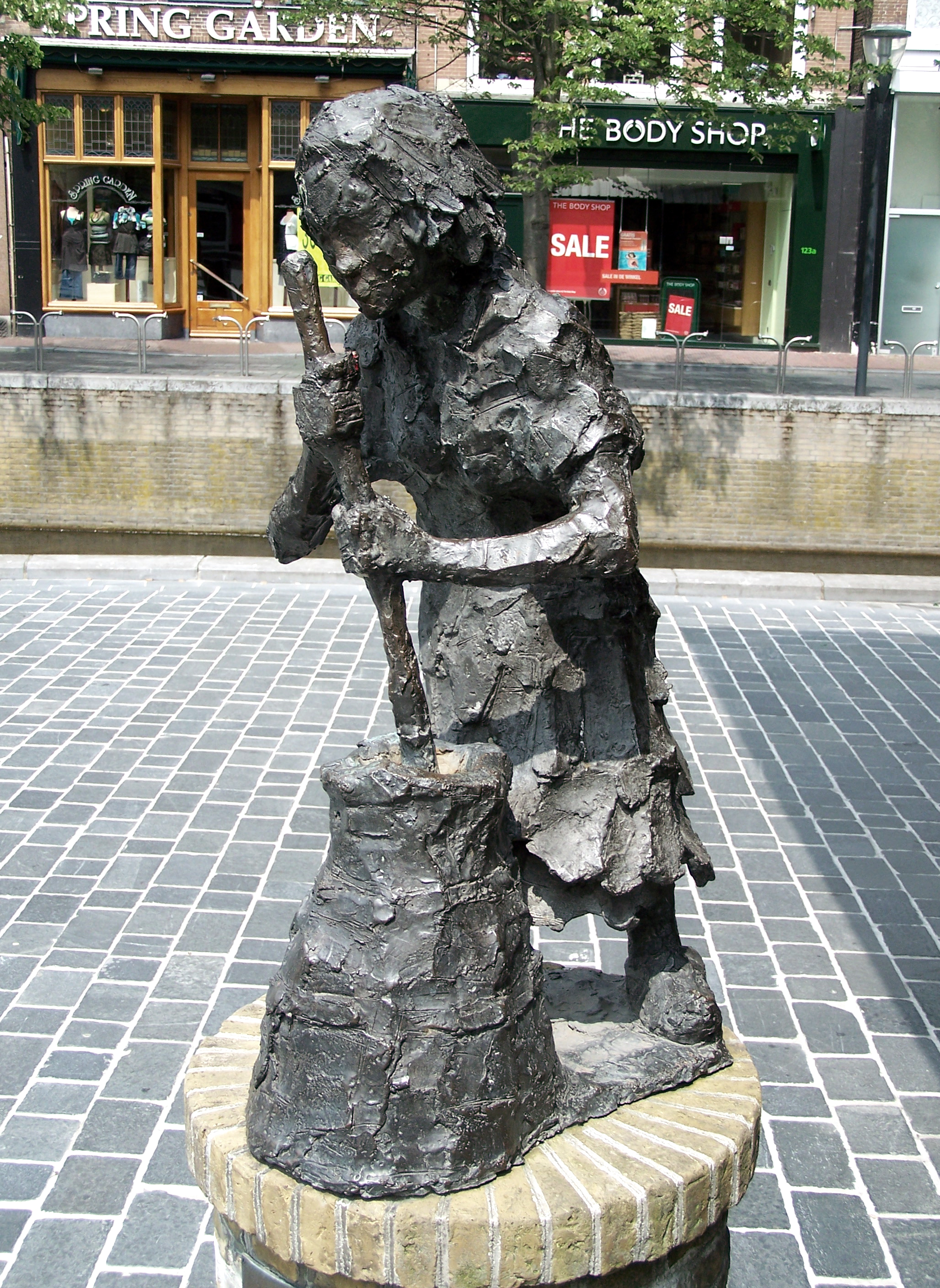
Karnster (1979), Nieuwstad achter de Waag, in Leeuwarden

## Provinciaal JitsArt Museum
Het Provinciaal JitsArt Museum is sinds 1996 een museumbeeldenpark op het landgoed Beerschoten in het Utrechtse dorp De Bilt. Er is een verzameling van dertig monumentale beelden in brons en marmer van Bakker te zien.